# داگلاس سی آگارد
داگلاس سی آگارد (انگلیسی: Douglas C. Aagard؛ زادهٔ October 19) سیاست‌مدار اهل ایالات متحده آمریکا است.